# Młody Herkules
Młody Herkules (ang. Young Hercules) – amerykański serial familijny z 1998 roku.
Serial jest prequelem innego serialu – Herkules. Opowiada o młodzieńczych latach Herkulesa i Iolausa.

## Obsada
- Ryan Gosling – Herkules
- Dean O’Gorman – Iolaus
- Chris Conrad – Jason
- Jodie Rimmer – Lilith
- Nathaniel Lees – Cheiron
- Angela Marie – Kora
- Kevin Tod Smith – Ares